# IDNR-TV
IDNR-TV était une chaîne de télévision canadienne spécialisée de catégorie B de langue anglaise et française appartenant à IDNR-TV Inc. La programmation est axée sur le domaine des ressources naturelles. Les émissions sont dédiées aux travailleurs de l'industrie, à l'analyse et l'interprétation des lois et programmes fédéraux et provinciaux afférents, à la promotion du savoir-faire et des technologies canadiennes, aux relations avec les peuples autochtones ainsi qu'aux services et marchés financiers dans le domaine des ressources naturelles.

## Histoire
Après avoir obtenu une licence de diffusion auprès du CRTC le 8 octobre 2004, IDNR-TV est entré en ondes le 2 octobre 2006 chez le fournisseur Eastlink, puis au début 2007 chez Cablevision du Nord en Abitibi.
La chaîne a fermé en 2020, mais IDNR-TV demeure un producteur de contenu, d'après leur site web.